# Familia Makled
La Familia Makled es una prominente familia de empresarios venezolanos de ascendencia siria; desde el 2008, cuatro hermanos enfrentan cargos por realizar actividades relacionadas con el narcotráfico y lavado de dinero en Estados Unidos y Venezuela.
Propietarios de Aeropostal, una aerolínea venezolana, una almacenadora de su propiedad poseía concesiones en el puerto de Puerto Cabello y en el Aeropuerto de Valencia, concedidos por el gobierno de Carabobo durante el período de Luis Felipe Acosta Carlez. También poseían negocios en la industria de los alimentos y los electrodomésticos, llegando a ser distribuidores exclusivos de la línea Mabe en Venezuela. Abdalá Makled, uno de los hermanos, se postuló a la alcaldía de Valencia en las elecciones regionales de 2008, pero fue arrestado por las autoridades venezolanas junto con dos de sus hermanos unos días antes de los comicios. Otro hermano, Walid Makled, huyó a Colombia, donde fue arrestado poco después, enfrentando solicitudes de extradición tanto de Estados Unidos como de Venezuela. Además, se les acusa del asesinato del periodista Orel Sambrano y de un testigo clave en el caso que enfrentan en Venezuela.
Según la Fiscalía venezolana, Walid Makled mantiene estrechas relaciones con oficiales activos y retirados de la Guardia Nacional Bolivariana, así como con comisarios del CICPC y la Disip, e incluso con diputados.

## Grupo Makled
La familia Makled era propietaria del Grupo Makled, conformado por las empresas Inversiones Makled, Transporte Makled, Almacenadora Makled, Corporación MK, Proveeduría JM, Happy Trade, Almacenadora Conacentro, Editorial Uno (donde funcionaba el diario El Periódico) y Aeropostal. Entre el 2004 y 2008, dicho grupo reportó un crecimiento patrimonial de 400 millardos de bolívares.
Desde abril de 2005 el Banco de Venezuela detectó en Maracay movimientos sospechosos en las cuentas bancarias de la familia Makled, ya que se depositaban considerables sumas de dinero, que luego rápidamente eran retiradas. Aunque se inició una investigación en el Ministerio Público de Venezuela, no se conocieron resultados.
En 2006 se creó la Fundación Makled que, bajo la dirección de Abdalá Makled, inició un programa de donaciones de alimentos y electrodomésticos en Valencia. En febrero de 2008, Abdalá inició estudios de opinión para luego anunciar su candidatura a la alcaldía de Valencia bajo el apoyo de su propio partido Sí Hay Esperanza, posteriormente recibió el apoyo de los partidos JOVEN y PIEDRA. Aunque la campaña de Makled fue asociada al entonces gobernador de Carabobo, Luis Felipe Acosta Carlez, ambos posteriormente han negado conocerse, a pesar de que la Fundación Makled donó unos 6 millones de bolívares a la gobernación en 2006.

## Arresto
El 13 de noviembre de 2008, oficiales de inteligencia militar allanaron una finca de su propiedad, y encontraron 388 kilos de cocaína. Los hermanos Abdalá, Basel y Alex fueron arrestados de inmediato, pero Walid Makled logró escapar.
Poco después de los arrestos en Venezuela, el gobierno de este país decomisó bienes muebles e inmuebles estimados en 270 millones de bolívares fuertes; entre las propiedades afectadas destacan Aeropostal, las almacenadoras aduaneras Transgar y Conacentro, Transportes Makled, la Fundación Makled, Inversión Makled y Editorial 1. También se decomisó la finca donde se encontró la cocaína, así como varios vehículos de lujo, apartamentos, terrenos, una caballeriza y 300 cuentas bancarias nacionales e internacionales.
El 22 de febrero de 2009, el Cicpc de Carabobo anunció la resolución de los asesinatos del periodista Orel Sambrano y del veterinario ganadero Francisco Larrazábal, ambos ocurridos con pocos días de distancia en enero de ese mismo año. De acuerdo a las investigaciones, ambos asesinatos fueron encargados por la familia Makled a una banda delictiva local; Sambrano era un periodista que había estado publicando información sobre los supuestos negocios de la familia de Makled en el narcotráfico, así como de corrupción en la policía de Carabobo durante el gobierno de Acosta Carlez; por su parte, Larrazábal era vecino de la finca de los Makled donde se encontró la cocaína, y habría estado colaborando con las autoridades sobre este caso.

### Arresto y extradición de Walid Makled
Por petición del gobierno de Venezuela, el Departamento del Tesoro de Estados Unidos sancionó a Walid Makled bajo la Ley de Designación de Cabecillas Extranjeros del Narcotráfico (a veces denominada simplemente como "Ley Kingpin" o "Ley de Cabecillas"), que incluye a los capos de la droga a nivel internacional y aquellas personas o empresas que hayan tenido nexos con el narcotráfico, el lavado de dinero y el terrorismo, y que posee en la práctica las mismas funciones con las que funciona la Lista Clinton. En abril de 2009, la DEA congeló 26 millones de dólares en un banco de Puerto Rico, de los cuales 3.1 millones pertenecían al grupo Makled, aunque la mayoría pertenecía a casas de valores venezolanas.
El 19 de agosto de 2010, Walid Makled fue capturado por el Departamento Administrativo de Seguridad colombiano en la ciudad de Cúcuta, posteriormente fue trasladado a Bogotá. Walid es requerido por las autoridades antinarcóticos venezolanas, así como las estadounidenses.
Desde su arresto, Walid Makled ha acusado a diversos funcionarios del gobierno de Hugo Chávez de guardar relaciones con sus negocios ilícitos, y ha declarado que tiene videos y recibos de depósitos bancarios que lo demuestran:

Claro que recibían dinero mío mensualmente, gente del alto Gobierno (venezolano), entre todos ellos como un millón de dólares (…) gobernadores, generales, contralmirantes, hermanos de ministros. Si yo tenía la concesión de todo un puerto, el puerto más importante de todo el país, eso no me lo firmó un empleado de la calle, eso me lo firmó gente del alto Gobierno, y si yo soy narcotraficante toda esa gente que trabaja conmigo son narcotraficantes.
Walid Makled, en una entrevista a Nuestra Tele Noticias 24 Horas durante su cautiverio en Bogotá.

Entre los salpicados por las acusaciones de Makled, destacan el hermano del exministro del Interior y Justicia, Tareck el Aissami; el director de la Dirección de Inteligencia Militar, el general Hugo Carvajal; el exdirector de la Disip, el general Henry Rangel Silva; el comandante general de la Guardia Nacional Bolivariana, el general Luis Motta Domínguez; el director de la Oficina Nacional Antidrogas, el general Néstor Reverol; y el exgobernador de Carabobo, el general Luis Felipe Acosta Carlez. También aseguró que recibió las concesiones en Puerto Cabello debido a un aporte monetario de 2 millones de dólares a la campaña chavista en el referéndum de 2007, y por su apoyo al gobierno de Chávez durante el paro petrolero de 2002-2003. Según Makled, su familia mantuvo negocios con el ministro Tareck el Aissami, indirectamente a través del hermano del ministro; e incluso ha declarado que sus hermanas están casadas con primos hermanos del funcionario chavista, quienes también son de ascendencia siria. Makled también ha implicado a la exsenadora colombiana Piedad Córdoba, asegurando que ella solicitaba hasta cien mil dólares a empresarios para organizar una cita ante el presidente venezolano Hugo Chávez, junto con la ayuda empresarios venezolanos.
El gobierno venezolano y la mayoría de los funcionarios aludidos se han defendido, incluyendo a la exsenadora Córdoba, calificando estas acusaciones como falsas. Hugo Chávez ha asegurado que estas acusaciones forman parte de una maniobra estadounidense para juzgarlo a él en un tribunal internacional.
Tanto Venezuela como Estados Unidos solicitaron al gobierno colombiano la extradición de Walid Makled hacia sus territorios, mientras que el propio Makled expresó su deseo de ser juzgado en un tribunal internacional. La oposición venezolana se hizo eco de esta propuesta al declarar, a través de su vocero Miguel Ángel Rodríguez, que en Venezuela la investigación será obstruida por los mismos funcionarios públicos, y resaltaron el hecho de que a Makled se le encontró una credencial del Tribunal Supremo de Justicia venezolano durante su arresto, supuestamente expedida por Eladio Aponte Aponte, presidente de la Sala Penal. El 16 de noviembre, el presidente colombiano Juan Manuel Santos declaró que Makled sería extraditado a Venezuela, aunque aclaró que era necesario la aprobación de la Corte Suprema de Justicia de su país, un trámite que "toma entre seis y dieciocho meses".
El 5 de septiembre de 2011, Walid Makled fue finalmente extraditado a Venezuela, bajo la premisa de que debía ser juzgado primero en el país donde el delito era más grave, en este caso el homicidio del capo colombiano Wilber Varela, quien fue asesinado en enero de 2008 en el estado Mérida. Para este momento, Makled había cambiado de opinión, y declaró que quería ser juzgado en Venezuela.

### Arresto del abogado de Walid Makled
El abogado de Walid Makled, Rafael Blanco, fue arrestado el 13 de septiembre de 2012 en Valencia, estado Carabobo, por una presunta vinculación con el uso de una orden judicial falsa. Blanco, fue declarado culpable y condenado a 25 años de cárcel.

### Condena de los 4 hermanos Makled
El 10 de febrero de 2015, se condenó a Walid Makled a una pena de 14 años y 6 meses de prisión por los delitos de tráfico ilícito de sustancias estupefacientes y psicotrópicas y legitimación de capitales. El 16 de agosto de 2019 se ratificó su condena de 14 años y 6 meses de prisión, y su pena fue aumentada a 21 años. Su hermano Abdalá Makled fue condenado a 12 años de prisión a finales del 2008, siendo encarcelado en El Helicoide, la sede del Servicio Bolivariano de Inteligencia Nacional, siendo liberado el 12 de diciembre de 2020, para el momento de su liberación Abdalá contaba con 3 boletas de excarcelación por cumplimento de condena que no fueron acatadas por las autoridades venezolanas y problemas de salud. 
Sus otros 2 hermanos Basel y Alex Makled fueron condenados en el 2014 a una pena de 8 años de cárcel, siendo liberados el 15 de mayo de 2021 en la sede del SEBIN, contando ambos con una boleta de excarcelación que no fue acatada por los autoridades para el momento de su salida de prisión. La esposa de Walid Makled, Andrea González, quién fuera presa política del régimen de Nicolás Maduro, fue excarcelada el 14 de noviembre de 2020. 